# Leucas pechuelii
Leucas pechuelii là một loài thực vật có hoa trong họ Hoa môi. Loài này được (Kuntze) Baker mô tả khoa học đầu tiên năm 1900.